# Kalimullah
Kalimullah Khan oder Kaleemullah Khan (geboren am 2. Januar 1958 in Bahawalpur) ist ein ehemaliger pakistanischer Hockeyspieler. Der Stürmer der pakistanischen Nationalmannschaft war Olympiasieger 1984 und Weltmeister 1982.

## Sportliche Karriere
Kalimullah spielte in Pakistan in der Mannschaft des pakistanischen Zolls.
Anfang 1982 fand die Weltmeisterschaft in Bombay statt. Pakistan gewann seine Vorrundengruppe vor der deutschen Mannschaft, die mit 5:3 geschlagen wurde. Nach einem 4:2-Halbfinalsieg gegen die Niederländer trafen die Mannschaften aus Pakistan und Deutschland im Finale wieder aufeinander und Pakistan gewann den Titel mit 3:1. Ende 1982 bei den Asienspielen 1982 in Neu-Delhi, bezwang Pakistan im Finale die indische Mannschaft.
Zwei Jahre später bei den Olympischen Spielen 1984 in Los Angeles belegte Pakistan in der Vorrunde den zweiten Platz hinter der britischen Mannschaft. Mit einem 1:0-Halbfinalsieg über die Australier erreichten die Pakistaner das Finale gegen die deutsche Mannschaft. Pakistan gewann das Finale mit 2:1 nach Verlängerung. Den entscheidenden Treffer erzielte Kalimullah in der 82. Minute nach einer Strafecke. 
1986 erreichte Pakistan erneut das Finale der Asienspiele, verlor aber das Finale gegen Südkorea.
Bereits 1980 gehörte Kalimullah zur siegreichen Mannschaft bei der Champions Trophy in Karatschi. Vier Jahre später bei der Champions Trophy 1984 in Karatschi siegten die Australier vor den Pakistanern. Kalimullah war mit fünf Treffern, alle aus Strafstößen, erfolgreichster Torschütze des Turniers.
Kalimullah ist der jüngere Bruder des Hockeyspielers Samiullah und der Neffe des Hockeyspielers Motiullah.